# Colares (Sintra)
Pour les articles homonymes, voir Colares.
Colares est une freguesia de la municipalité de Sintra, au Portugal, avec une superficie de 33,07 km² et 7746 habitants (2021). Sa densité de population est de 234,2 hab/km². Sa sainte patronne est Nossa Senhora da Assunção. La ville a donné son nom aux vins colares produits dans la région.

## Histoire
Des découvertes archéologiques témoignent d'un peuplement préhistorique et d’une occupation du territoire à l’époque romaine. Des inscriptions en latin mises à jour près de l’embouchure du Rio das Maçãs : ‘’SOLI ET LUNAE CESTIVIUS ACIDIVIS PERENNIS LEG. AVG. PR. PR. PROVINCIAE LUSITANAE.’’ indiquent que le territoire faisait partie de la Lusitanie.

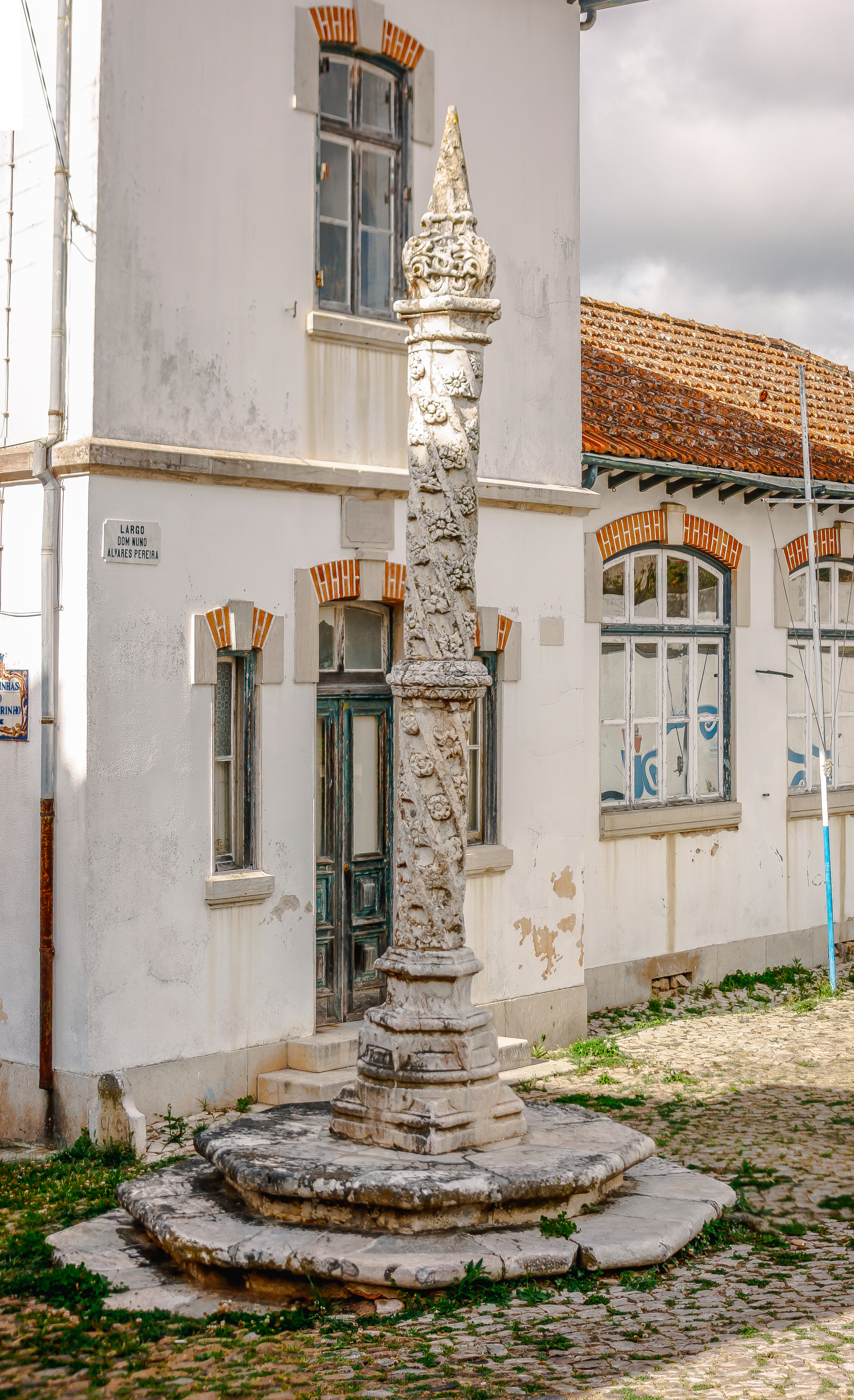
Pilier symbolisant le statut de commune.

Colares est une municipalité (município) entre 1255 et 1855. Son statut de commune est symbolisé par le pelourinho (pilier de pierre) de style manuélin érigé sur la place principale, monument national depuis 1910.

## Géographie
Le territoire est situé dans la partie sud-ouest de la municipalité de Sintra, sur la côte atlantique. Le point le plus occidental du continent européen, Cabo da Roca, se situe sur le territoire de la commune.

## Viticulture
Colares se trouve au centre du terroir viticole qui produit les vins d'appellation d'origine (DOC)  colares.

## Patrimoine
- Phare de Cabo da Roca
- Villa romaine de Santo André de Almoçageme (pt)
- Anta de Adrenunes

## Personnalité liée à Colares
Francisco de Mello e Castro (c.1600-1664).